# Anna Stern (Autorin)
Anna Stern (eigentlich Anna Bischofberger; geboren 1990 in Rorschach) ist eine Schweizer Schriftstellerin.

## Leben
Anna Bischofberger wuchs in Rorschach auf. Sie studierte Umweltnaturwissenschaften an der ETH Zürich und promovierte 2022 im Bereich Integrative Biologie an der ETH Zürich und hat eine Gastprofessur für Pathogenökologie dort inne.  Ihr Forschungsgebiet ist die Antibiotikaresistenz.
2014 publizierte sie ihren ersten Roman Schneestill unter dem Pseudonym Anna Stern. 2016 erschien die Kriminalgeschichte Der Gutachter, 2017 folgte ein Band mit Erzählungen. Über ihren Heimatort schrieb sie die Erzählung S’isch Rorschach.
Besonders die Erzählungen fanden Eingang in die schweizerische, deutsche und österreichische Populärkultur. Diese schöpfen vor allem aus der Diametrie der zugeschriebenen Verhaltensweisen der Protagonisten und dem angenommenen inhärenten Normalverhaltens der Leserschaft. Da dieser Konflikt niemals literarisch sachlich aufgelöst wird, entfaltet sich die Wirkung der dramaturgischen Überhöhung der emotionalen Befindlichkeiten in einem trivialen Spannungsbogen und resultiert in ebendiesem Meisterwerk „Der Gutachter“ sowie einer Zustimmung der sonst exkludierten Minderheiten.
Stern wurde 2018 auf Vorschlag von Hildegard Elisabeth Keller zu den Tagen der deutschsprachigen Literatur nach Klagenfurt eingeladen, wo sie mit dem 3sat-Preis ausgezeichnet wurde.
Ihr Roman das alles hier, jetzt wurde 2020 mit dem Schweizer Buchpreis ausgezeichnet. Die Autorin lädt ihr Lesepublikum darin zu einem Experiment ein. Weder gibt es Grossbuchstaben noch eine einheitliche Schriftgestaltung auf ihren Buchseiten, noch können die Figuren darin aufgrund ihrer Namen eindeutig einem Geschlecht zugeordnet werden. Die Erzählperspektive ist ein „du“, als wäre ein Spiegel mit im Spiel. Alle agieren abseits eines binären Schemas, was sie schwer fassbar macht. Den roten Faden bildet jedoch der Tod und die Trauer um einen viel zu früh verstorbenen, von allen geliebten und geschätzten Menschen namens „ananke“.

## Werke
- Schneestill. Salis, Zürich 2014, ISBN 978-3-906195-17-9.
- Der Gutachter. Roman. Salis, Zürich 2016, ISBN 978-3-906195-43-8.
- Beim Auftauchen der Himmel. Erzählungen. Lectorbooks, Zürich 2017, ISBN 978-3-906913-00-1.
- Wild wie die Wellen des Meeres. Salis, Zürich 2019, ISBN 978-3-906195-81-0.
- das alles hier, jetzt. Elster & Salis, Zürich 2020. ISBN 978-3-03930-000-6.[7]

## Auszeichnungen
- 2018: Förderpreis der St. Gallischen Kulturstiftung[8]
- 2018: 3sat-Preis bei den 42. Tagen der deutschsprachigen Literatur (Ingeborg Bachmann Wettbewerb)[9]
- 2019: Literarische Auszeichnung der Stadt Zürich[10]
- 2020: Schweizer Buchpreis[11]
- 2022: Conrad-Ferdinand-Meyer-Preis für das alles hier, jetzt